# 1824 في الولايات المتحدة
فيما يلي قوائم الأحداث التي وقعت خلال عام 1824 في الولايات المتحدة.

## سياسة

### تعيين في المنصب
- 1 يناير – جورج وولف عضو مجلس النواب الأمريكي.
- 20 يناير – صموئيل باينتر حاكم ولاية ديلاوير [الإنجليزية]‏.
- 5 مايو – جيمس فينر حاكم رود آيلاند [الإنجليزية]‏.
- 2 سبتمبر – وليام ت باري Secretary of State of Kentucky [الإنجليزية]‏.
- 13 ديسمبر – هنري جونسون حاكم لويزيانا [الإنجليزية]‏.

### انتهاء فترة المنصب
- 3 يونيو – ليفي وودبري حاكم نيو هامبشاير [الإنجليزية]‏.
- 24 أغسطس – جون أدير حاكم كنتاكي [الإنجليزية]‏.
- 24 أغسطس – وليام ت باري نائب حاكم كنتاكي [الإنجليزية]‏.
- 15 نوفمبر – توماس ب. روبرتسون حاكم لويزيانا [الإنجليزية]‏.
- 7 ديسمبر – غابرييل هولمز حاكم كارولينا الشمالية [الإنجليزية]‏.
- 31 ديسمبر – جوزيف كريستوفر ييتس حاكم نيويورك [الإنجليزية]‏.

## مواليد

### يناير
- 21 يناير – ستونوول جاكسون
- 27 يناير – ديفيد إم كي سياسي أمريكي.

### فبراير
- 14 فبراير – وينفيلد سكوت هانكوك ضابط من الولايات المتحدة الأمريكية.

### مايو
- 8 مايو – وليام واكر
- 16 مايو – ليفي بي مورتون سياسي أمريكي.
- 23 مايو – أمبروز برنسايد سياسي أمريكي.

### يونيو
- 28 يونيو – ويليام ووفورد عسكري من الولايات المتحدة الأمريكية.

### يوليو
- 21 يوليو – ستانلي ماثيوز سياسي أمريكي.

### سبتمبر
- 27 سبتمبر – بنجامين أبثورب غولد عالم فلك أمريكي.
- 30 سبتمبر – ستون باشا ضابط من الولايات المتحدة الأمريكية.

### أكتوبر
- 18 أكتوبر – جون لويل سياسي أمريكي.

## وفيات

### يناير
- 1 يناير – مارجريت كيمبل جيدچ (مواليد 1734)

### مايو
- 26 مايو – كواموالي (مواليد 1778)

### يونيو
- 10 يونيو – أوغسطس قيصر رودني (مواليد 1772) سياسي أمريكي.

### يوليو
- 30 يوليو – ديفيد هاول (مواليد 1747)

### أغسطس
- 21 أغسطس – جون تايلور كارولين (مواليد 1753) سياسي أمريكي.